# جون فرنسيس مور (مؤلف)
جون فرنسيس مور (بالإنجليزية: John Francis Moore)‏ هو مؤلف أمريكي، ولد في 1968.

## روابط خارجية
- جون فرنسيس مور على موقع IMDb (الإنجليزية)
- جون فرنسيس مور على موقع قاعدة بيانات الفيلم (الإنجليزية)